# 刘瑶水库
刘瑶水库是中国河南省洛阳市伊川县境内的一座水库，位于白降河上，建于1966年。水库正常库容为1401万立方米，集雨面积为203平方千米，海拔为347米。